# Miguel de Cervantes (1930)
El Miguel de Cervantes era un crucero ligero de la clase Cervera, perteneciente a la Armada Española. Fue autorizado por el Real Decreto de 31 de marzo de 1926 enmarcado en el proyecto de construcciones navales del contralmirante Honorio Cornejo. Fue botado en Ferrol el 15 de mayo de 1928 y retirado del servicio en 1964.

## Historial

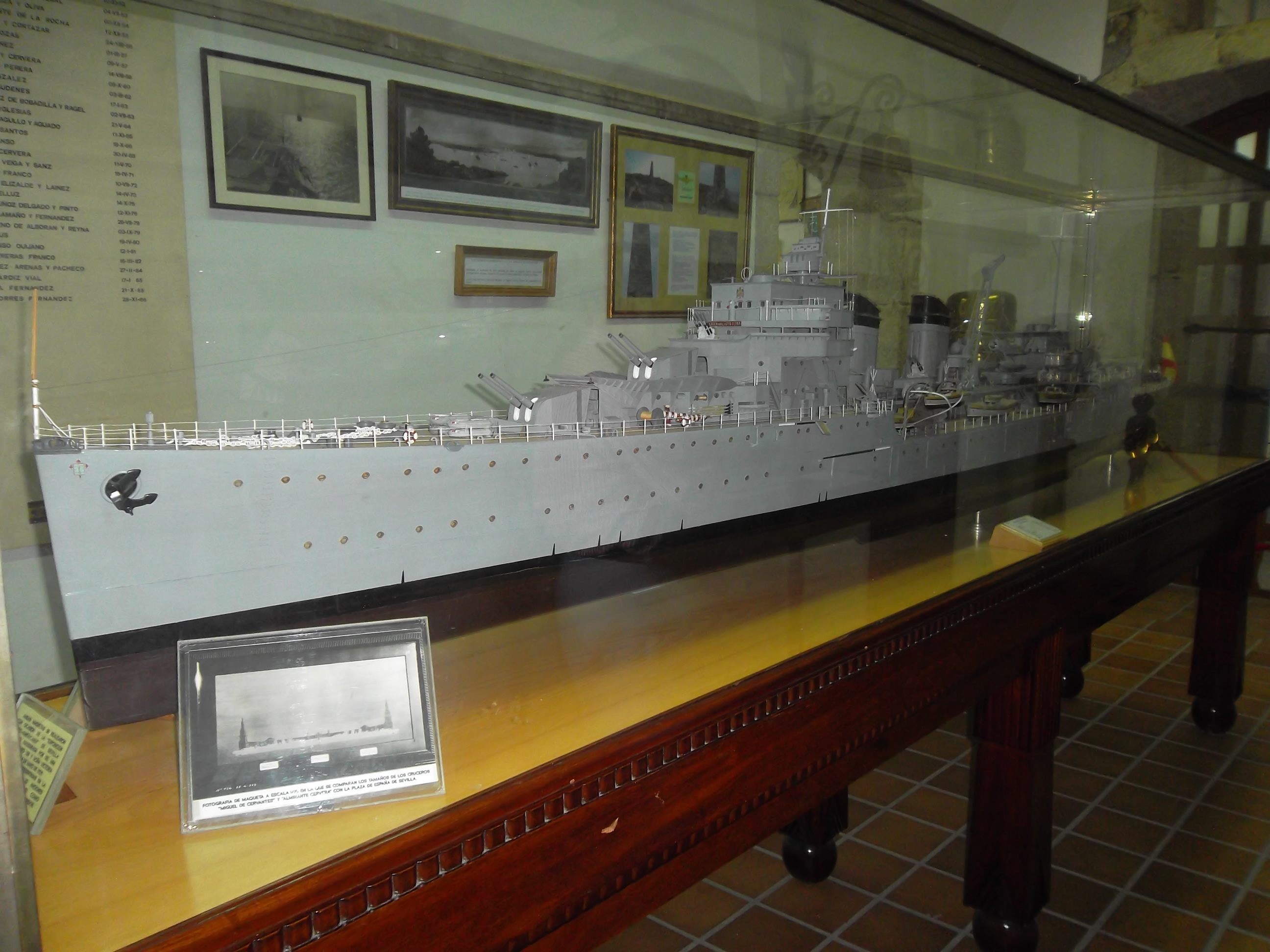
Maqueta del crucero Miguel de Cervantes.

Realizó sus pruebas de mar en diciembre de 1929, en las que alcanzó 35 nudos, 3 más de los exigidos por contrato. Junto al Almirante Cervera, durante la Revolución de Asturias de 1934 disparó sobre el barrio de Cimadevilla y junto al Jaime I, trasladó tropas y municiones hasta Gijón.
El Libertad y el Miguel de Cervantes zarparon de Ferrol el 17 de julio de 1936, recibiendo órdenes de dirigirse al estrecho de Gibraltar en la madrugada del 18.  Al conocerse la noticia del golpe, las tripulaciones se rebelaron contra los mandos el 19 de julio antes de que estos tomaran claro partido por los sublevados. Entre el 1 y el 7 de agosto fueron asesinados 16 jefes y oficiales del buque, incluyendo al almirante de la escuadra. Sus cuerpos fueron arrojados a la mar.
La escuadra republicana, compuesta por el Jaime I, el Libertad, el Miguel de Cervantes y siete destructores de la clase Churruca, se concentró en la ciudad internacional de Tánger el 20 de julio y procedió a bloquear el estrecho. El 22 de julio, los cruceros Libertad y Miguel de Cervantes, el acorazado Jaime I y siete destructores participaron en el bombardeo de La Línea de la Concepción y el 25 de julio en el de Ceuta. Desde ese momento, la escuadra gubernamental utilizó el puerto de Málaga para mantener el bloqueo del estrecho de Gibraltar. El 21 de septiembre, con el Jaime I, el Miguel de Cervantes y cinco destructores, zarpan de Málaga y el 26 del mismo mes abandonaron la zona del estrecho de Gibraltar para acudir en ayuda de las fuerzas republicanas aisladas en el norte de España. De vuelta al Mediterráneo, la escuadra gubernamental tuvo su base en Cartagena.
El 22 de noviembre de 1936, el Miguel de Cervantes fue alcanzado por torpedos disparados por el submarino legionario italiano Torricelli cuando se encontraba anclado frente al puerto de Cartagena. A pesar de sufrir graves averías, pudo ser remolcado hasta el puerto. Debido a un bombardeo, las reparaciones se alargaron hasta el 11 de abril de 1938.
El 5 de marzo de 1939, tras la sublevación en la ciudad, partió de Cartagena junto con el grueso de la escuadra republicana con rumbo a Bizerta (Túnez), a donde llegó el 11 de marzo. Al día siguiente se solicitó el asilo político por parte de los tripulantes, y los buques quedaron internados bajo la custodia de unos pocos tripulantes españoles por buque. El resto de la dotación fue conducida a un campo de concentración en la localidad de Meheri Zabbens. El 31 de marzo de 1939 llegó a Bizerta, a bordo de los transportes Mallorca y Marqués de Comillas, el personal que debería hacerse cargo de los buques internados.
En 1949, trasladó a Lisboa a Francisco Franco, y en mayo de 1952, hasta Barcelona, para la celebración del XXXV Congreso Eucarístico Internacional. Fue uno de los barcos utilizados para desembarcar soldados españoles en las costas africanas durante la guerra de Ifni.
Fue dado de baja en 1964 y vendido para desguace en pública subasta, quedando su casco adjudicado a Joaquín Balsalobre Pedreño por 31 680 000 pesetas.

### Buques de la clase
- Príncipe Alfonso
- Almirante Cervera

### Listas relacionadas
- Anexo:Lista de cruceros españoles
- Anexo:Buques retirados de la Armada Española